# أوليكسيت
الأوليكسيت هو معدن نادر من معادن البورات وهو شكل مميّه من هيدروكسي بورات الصوديوم والكالسيوم، له الصيغة (NaCaB5O6(OH)6·5(H2O.

## الخصائص
يتبلور الأوليكسيت وفق النظام البلوري ثلاثي الميل، ويكون على شكل بلورات موشورية إلى إبرية ذات لون أبيض إلى عديم اللون. إن هذا المعدن يصنف من المعادن الهشة، حيث أنه يمكن خدشه بالظفر.
يتميز الأوليكسيت بأن له خصائص بصرية مميزة، ففي حال إجراء عملية صقل، يمكن أن يظهر الكتابة أو الصور الموجودة تحته وذلك على سطح المعدن. نتيجة لهذه الظاهرة فإن هذا المعدن يسمى بالاسم الحركي حجر التلفزيون.
في بعض الحالات يظهر معدن الأوليكسيت ظاهرة تألق فلورية، يمكن ان تكون ذات لون أخضر أو أصفر أو أزرق.

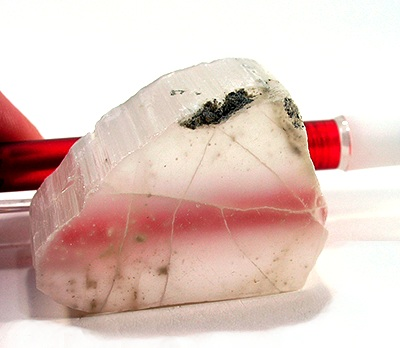
الخصائص البصرية لمعدن الأوليكسيت

## التاريخ
وصف معدن الأوليكسيت لأول مرة سنة 1849 من قبل الكيميائي الألماني غيورغ لودفيغ أوليكس Georg Ludwig Ulex، وسمي المعدن لاحقاً على شرفه.

## الوفرة
يوجد معدن الأوليكسيت على شكل رسوبيات في البحيرات المالحة الحاوية على البورق.
من المناطق التي يتوفر فيها الأوليكسيت محافظتي خوخوي وسالتا في الأرجنتين، ومقاطعات نيو برونزويك ونيوفاوندلاند واللابرادور ونوفا سكوشا في كندا، وفي مدينتي أنتوفاغاستا وكوكويمبو في تشيلي، وفي مقاطعتي تشينغهاي والتبت في الصين، وفي ولايات هسن وسارلاند وتورينغن في ألمانيا، وفي محافظة زنجان في إيران، وفي مقاطعة أتيراو في كازاخستان، وفي صربيا، وفي محافظات كوتاهيا ومنطقة وسط الأناضول ومنطقة مرمرة في تركيا، وفي ولايات كاليفورنيا ونيفادا وأوكلاهوما الأمريكية.

## الاستخدامات
يعد الأوليكسيت من الخامات المهمة لكن النادرة للبورون. تستخدم الأنواع الصافية من المعدن كنوع من الأحجار الكريمة وذلك على شكل فصوص للخواتم يمكن أن تعطي ظاهرة عين الهر.